# Tord de capell castany
El tord de capell castany (Geokichla interpres) és un ocell de la família dels túrdids (Turdidae).

## Hàbitat i distribució
Habita el terra del bosc als turons i muntanyes al sud de Tailàndia, Malaia, Sumatra, Java, Bali, Lombok, Sumbawa, Flores, Borneo i l’arxipèlag de Sulu, a les Filipines meridionals.